# Herman I van Keulen
Herman I van Keulen (circa 870 - 11 april 924) was van 889 tot aan zijn dood aartsbisschop van Keulen. Hij behoorde tot het huis Ezzonen.

## Levensloop
Herman was een jongere zoon van graaf Erenfried I van Bliesgau uit diens huwelijk met Aldegonde van Bourgondië, dochter van graaf Koenraad II van Auxerre. Andere bronnen zeggen dan weer dat zijn herkomst onbekend is. Voordat hij een geestelijke loopbaan begon, was hij gehuwd met ene Gerberga.
Tijdens de jaarwisseling van 889 naar 890 werd hij door zowel de clerus als het volk verkozen tot aartsbisschop van Keulen. Hij probeerde het suffragaan bisdom Hamburg-Bremen opnieuw onder Keulse invloed te brengen, hetgeen mislukte, ondanks het feit dat paus Formosus in 893 de Keulse aanspraken op Hamburg-Bremen erkende. Diens opvolger Sergius III maakte Hamburg-Bremen dan weer onafhankelijk van Keulen. Niettemin onderhield hij in het algemeen goede relaties met de Heilige Stoel. Daarnaast was hij van 895 tot 897 aartskapelaan van koning Zwentibold van Lotharingen, nam hij deel aan verschillende synodes en was hij in 921 medeondertekenaar van het Verdrag van Bonn, als lid van het gevolg van de West-Frankische koning Karel de Eenvoudige.
De Luikse bisschoppenoorlog van 920-921 zorgde ervoor dat hij tijdelijk in ongenade viel bij de West-Frankische koning en dat hij ontboden werd in Rome. Op 11 augustus 921 stelde hij het Sint-Ursulaklooster in Keulen ter beschikking van de zusters van het vrouwenklooster Gerresheim, nadat die uit Hongarije werden verdreven. Herman stierf in april 924 en werd bijgezet in de Dom van Keulen.
- Gemeinsame Normdatei: 137326173
- Virtual International Authority File: 81532312